# Déficit de beneficios
El déficit de beneficios (en inglés: benefit shortfall) resulta en que los beneficios actuales de un emprendimiento son más bajos que los proyectados o los estimados para ese emprendimiento. Si, por ejemplo, una empresa está lanzando un nuevo producto o servicio y las ventas proyectadas son de 40 millones por año, pero las ventas anuales reales resultan ser de sólo 30 millones, entonces se dice que la subestimación de los beneficios es de un 25 por ciento. Algunas veces los términos subestimación de la demanda o subestimación de los ingresos son usados en vez de subestimación del beneficio.
Tanto las empresas públicas y privadas pueden caer víctimas de la subestimación de los beneficios. Una planificación prudente de nuevos emprendimientos incluirá el riesgo de una subestimación de los beneficios en la evaluación de riesgo y la gestión de riesgos. 
Si subestimaciones de beneficios grandes coinciden con grandes sobrecostos en un emprendimiento —como sucedió con el  túnel del Canal de la Mancha entre el Reino Unido y Francia— entonces problemas fiscales y de otros tipos serán particularmente pronunciados para dicho emprendimiento.
La causa raíz de las subestimaciones de los beneficios es la sobrestimación del beneficio durante la fase de planificación de los nuevos emprendimientos. La sobrestimación del beneficio (y la  subestimación del costo) son las principales fuentes de error y sesgo en el análisis de coste-beneficio. El pronóstico por clase de referencia fue desarrollado para reducir el riesgo de subestimaciones del beneficio y de sobrecostos.
La disciplina de la administración de realización de beneficios busca identificar cualquier subestimación de los beneficios tan pronto como sea posible un proyecto o programa con el propósito de permitir que se tomen acciones correctivas, los costos sean controlados y que los beneficios sean obtenidos.